# Zorika Szymańska
Zorika (Zofia) Szymańska (ur. 15 stycznia 1903 w Wąbrzeźnie, zm. 27 grudnia 1954 w Warszawie) – polska aktorka filmowa.
Była absolwentką szkoły aktorskiej, prowadzonej przez Konstantego Meglickiego. Grała też główne role w jego filmach, a w 1943 roku oboje zawarli związek małżeński. 
Podczas II wojny światowej, razem z mężem i jego synem Zdzisławem, zaangażowała się w akcję pomocy Żydom, ukrywając 12-letnią Lilkę Kleinman. Została za to pośmiertnie uhonorowana medalem Sprawiedliwy wśród Narodów Świata (1992).

## Filmografia
- Ponad śnieg (1929) - Helena
- Magdalena (1929) - Magdalena, żona Berudy
- Halka (1930) - Halka
- Straszna noc (1931) - Hanka